# Abborrtjärnen (Ovanåkers socken, Hälsingland)
Abborrtjärnen är en sjö i Ovanåkers kommun i Hälsingland och ingår i Ljusnans huvudavrinningsområde. Sjöns area är 0,0075 kvadratkilometer och den är belägen 250 meter över havet.